# Serguéi Gavrov
Serguéi Nazípovich Gavrov (Gorki, 1964) es un filósofo, antropólogo social, científico político ruso. Posee un PhD, y es profesor de Sociología y Antropología Social. Es experto en modernización social en las sociedades no occidentales.
Senior Research Fellow del sector procesos socioculturales y los sistemas de la Instituto de Culturología Ruso del Ministerio de Cultura de la Federación de Rusia. Autor de varios libros y más de un centenar de trabajos científicos sobre la modernización social y las interacciones culturales. Algunos de sus libros se encuentran disponibles en la biblioteca del sitio Freie Universität Berlin.
Es miembro de la junta editorial de las revistas Personalidad. Cultura. Sociedad (del Instituto de Filosofía de la Academia de Ciencias de Rusia) y la Psicología de la élite, así como de la Comisión para el estudio de los complejos problemas del hombre, la cultura y la sociedad, actuando en el marco del Consejo de "Historia de la cultura mundial" de la Academia de Ciencias de Rusia.
Su ámbito de intereses incluye el estudio del fenómeno de la modernización, los problemas de las transformaciones modernizadoras, incluyendo las políticas, económicas, demográficas, pedagógicas y socioculturales, así como la filosofía de la educación y sus características etnoculturales.
Es miembro de la Unión de Escritores de Moscú. La investigación científica sobre la historia, la teoría y la práctica de la macro-transformaciones en la modernización de Rusia. Imperio de investigación, el colonialismo, los estudios coloniales.
Ideólogo del eurasianismo (Eurasianism).